# جون سوبل
جون سوبل (بالإنجليزية: John Sobel)‏ مواليد 15 فبراير 1964 في نيويورك، هو لاعب كرة مضرب أمريكي سابق بدأ مسيرته كمحترف سنة 1986 وكان يلعب باليد اليمنى.

## النهائيات

### الزوجي: 1 (1–0)
| الحصيلة | الرقم | السنة | الدورة           | الأرضية | الشريك         | المنافس في النهائي           | النتيجة في النهائي |
| ------- | ----- | ----- | ---------------- | ------- | -------------- | ---------------------------- | ------------------ |
| الفوز   | 1.    | 1992  | ماسايو، البرازيل | ترابية  | غابرييل ماركوس | ريكاردو أسيولي ماورو مينيزيس | 6–4, 1–6, 7–5      |

## روابط خارجية
- جون سوبل على موقع رابطة محترفي التنس (الإنجليزية)
- جون سوبل على موقع الاتحاد الدولي لكرة المضرب (الإنجليزية)
- جون سوبل على موقع خلاصة التنس.كوم (الإنجليزية)